# Xanthoparmelia treurensis
Xanthoparmelia treurensis är en lavart som beskrevs av Hale, T. H. Nash & Elix. Xanthoparmelia treurensis ingår i släktet Xanthoparmelia och familjen Parmeliaceae.   Inga underarter finns listade i Catalogue of Life.